# Diplostylocera fissicornis
Diplostylocera fissicornis är en tvåvingeart som beskrevs av Borgmeier 1967. Diplostylocera fissicornis ingår i släktet Diplostylocera och familjen puckelflugor. Inga underarter finns listade i Catalogue of Life.